# 三骏满族蒙古族锡伯族乡
三骏满族蒙古族锡伯族乡是中华人民共和国吉林省松原市扶余市下辖的一个民族乡。

## 行政区划
三骏满族蒙古族锡伯族乡下辖以下村级行政区划单位：
四马架村、西孤家子村、发德村、冯家村、乡约村、何家村、五大村、东孤家子村、杨柳村、苏家村、郎郡村、明安村、东达户村、西达户村、苗盛村、嘎尔奇村、三义村、六大村、东升村、太阳村、费家村、万发村、刘杭村、曙光村、春风村、双丰村、新立村、六家子村和二屯村。